# ANR National Award
ANR National Award – nagroda filmowa przyznawana corocznie przez Akkineni International Foundation osobom zasłużonym dla indyjskich przemysłów filmowych.

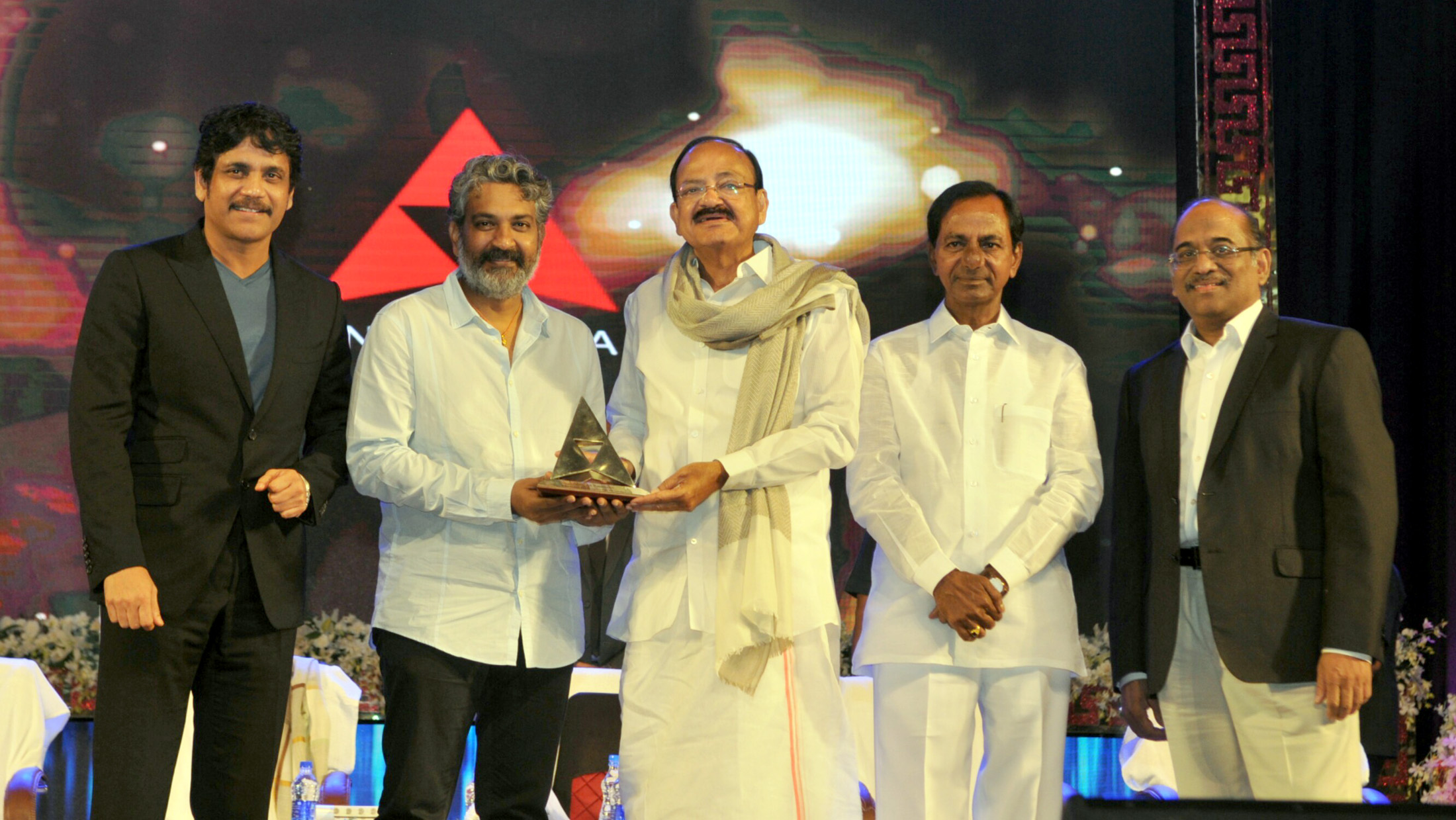
Wręczenie statuetki ANR National Award, 2017

Została ustanowiona w 2005. Jej nazwa nawiązuje do aktora Tollywood Akkineni Nageswary Rao, znanego jako ANR.  Jej zdobywca każdorazowo otrzymuje gratyfikację, której wysokość wynosi od 300 do 500 tys. INR. Wśród laureatów można znaleźć między innymi Deva Ananda, Latę Mangeshkar i Anjali Devi.